# محمد العنزي (لاعب كرة قدم مواليد فبراير 1997)
محمد العنزي (مواليد 28 فبراير 1997) لاعب كرة قدم سعودي، يلعب في مركز الظهير الأيسر.
انتقل في صيف 2014 من نادي عرعر إلى نادي النصر السعودي في فئة الشباب.